# Long Distance (Runrig-album)
Long Distance er et opsamlingsalbum fra den skotske keltiske rockband Runrig, med sange fra deres tidligere udgivelse. Det blev udgivet i 1996.

## Spor
1. "(Stepping down the) Glory Road" - 3:25
2. "Alba" ("Scotland") - 4:00
3. "The Greatest Flame" - 4:25
4. "Rocket to the Moon" - 4:45
5. "Abhainn an t-Sluaigh" ("The Crowded River") - 5:20
6. "Protect and Survive" - 3:37
7. "Rhythm of My Heart" - 4:42
8. "Hearthammer" - 3:59
9. "An Ubhal as Àirde" (The Highest Apple) - 3:47
10. "Wonderful" - 3:55
11. "The Mighty Atlantic / Mara Theme" - 6:43
12. "Flower of the West" - 6:44
13. "Every River" - 4:03
14. "Sìol Ghoraidh" ("The Genealogy of Goraidh") - 5:21
15. "Hearts of Olden Glory" - 2:16
16. "Skye" - 5:07
17. "Loch Lomond" - 6:11

### Bonus CD
1. "Saints of the Soil" 5:03
2. "Ravenscraig" - 4:33
3. "Solus na Madainn" - 3:38
4. "Chi Mi'n Geamhradh" - 4:18
5. "The Apple Came Down" - 3:21
6. "Chi Mi'n Tir" - 3:28
7. "Ribhinn o" - 5:39